# Siboc
Siboc, Sibovc lub Sibovac (serb. Сибовац, alb. Sibofc) – wieś w Kosowie położona w gminie Obilić (region Prisztina). W 2011 roku miejscowość była zamieszkiwana przez 963 osoby, z czego 960 stanowili Albańczycy.